# Dorfkirche Schartau (Rochau)

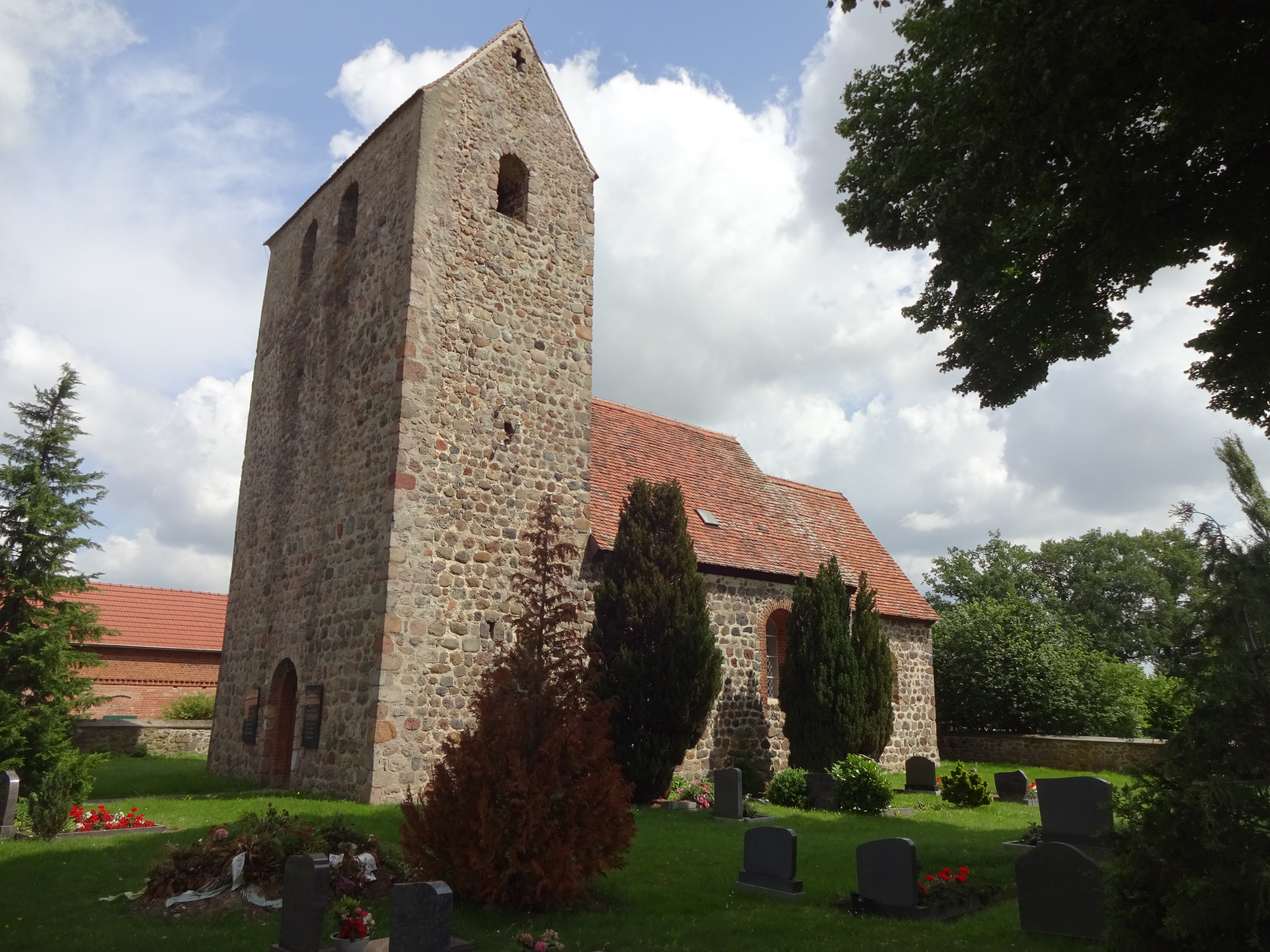
Dorfkirche Schartau (Rochau)

Die evangelische Dorfkirche Schartau ist eine romanische Saalkirche im Ortsteil Schartau von Rochau im Landkreis Stendal in Sachsen-Anhalt. Sie gehört zum Pfarrbereich Klein Schwechten im Kirchenkreis Stendal der Evangelischen Kirche in Mitteldeutschland (EKMD).

## Geschichte und Architektur
Die relativ kleine romanische Kirche ist ein Bauwerk aus Feldsteinmauerwerk mit eingezogenem quadratischem Chor, Apsis und Westquerturm aus der zweiten Hälfte des 13. Jahrhunderts. Die Fenster wurden zu Beginn des 19. Jahrhunderts vergrößert. Von den ursprünglichen Öffnungen sind nur das Westportal, das nördliche Chorfenster und dasjenige der Apsis erhalten. Vermauert erhalten sind die Priesterpforte mit horizontalem Sturz an der Südseite und das rundbogige Portal an der Nordseite. Am Turm sind romanische Schallöffnungen eingelassen; weiterhin ist an der Nordseite eine rundbogige Eingangstür zum Obergeschoss zu sehen, die ehemals nur über eine hölzerne Treppe zugänglich war, was auf eine Verwendung der Kirche als Zufluchtsort im Verteidigungsfall schließen lässt. Im Jahr 1968 wurde das Bauwerk restauriert. Im Innern ist die Kirche flachgedeckt; an Triumph- und Apsisbogen sind romanische Kämpferplatten erhalten. Im Turm sind querliegende Tonnengewölbe in zwei Geschossen eingezogen. In der südlichen Turmwand ist eine Mauertreppe eingebaut, die von dem ersten ins zweite Stockwerk führt, ähnlich wie in der Dorfkirche Rochau. In den 1990er Jahren erfolgten eine Sanierung des Inneren, der Friedhofsmauer und eine Neueindeckung des Kirchendaches. Eine Glocke aus dem Jahr 1698 stammt angeblich vom Glockengießer Joachim Kraberg aus Flessau.

## Ausstattung
Zu den erhaltenen mittelalterlichen Ausstattungsstücken gehört ein vergoldetes Kruzifix, das um 1460/1470 geschaffen wurde. Etwa gleichzeitig sind mehrere künstlerisch wertvolle Holzfiguren von einem Schnitzaltarretabel entstanden; dazu gehören eine Muttergottes, ein Bischof und die Heilige Margaretha sowie eine Marienkrönung. Ein schlichter Pfarrstuhl ist aus der Mitte des 17. Jahrhunderts erhalten. Die Empore ist auf das Jahr 1872 datiert; etwa gleichzeitig könnten die Kanzel und das Gestühl entstanden sein.